# Josep Alcover Llompart
Josep Alcover Llompart es un arquitecto, urbanista y político. En 1997 recibió el Premio Ramon Llull en reconocimiento de su trayectoria profesional en el campo de la Administración pública y de la política. 
Fue presidente de la Diputación Provincial en 1970 y del Patronato de la Fundación Saridakis, y fue uno de los artífices de que el Palacio de Marivent fuera aceptado por los Reyes de España como residencia privada.